# Disciple (гурт)
Disciple — це християнський метал / рок гурт з міста Ноксвілл, штат Теннессі, утворений 1992 року. На сьогодні на рахунку колективу 12 повноцінних альбомів, і гурт активно продовжує свою музичну діяльність.

## Біографія

### Ранні роки групи. Період становлення (1992-1998)
Diclipse були сформовані в 1992 році друзями з старшої школи Кевіном Янгом, Бредом Ноа, Едріаном Ді-Томмасі та Тімом Барреттом. Уже в травні 1993 року група грає свій перший концерт на Topside Church of God в місті Луїсвілл. В цьому ж році група записує своє перше демо, яке складається з трьох пісень, спродюсованих Джессі Джонсом на Nightsong Studios. Згодом, за особистими обставинами з групи йде Едріан, і Кевіну вирішує сам зайняти місце бас гітариста. Також, в цьому ж році група записує свій перший альбом «Trail of Tears», який випускає тільки на кассетах. В 1994 році Disciple записують свій другий альбом «Lake On Fire», який, як і перший альбом, був записаний на Nightsong Studios спільно з продюсером Джессі Джонсом.
Пізніше в 1995, Disciple випускають свій перший CD реліз «What Was I Thinking» на інді лейблі Slain Records. Саме цей альбом стає початком спільної роботи групи з продюсером Тревісом Вариком, ще тодішнім гітаристом групи Sage. Як стверджує група, «What Was I Thinking» — перший їх справжній альбом,  інші ж були лише практикою.
У 1996 колектив бере участь в шоу Battle of the Bands, в якому одним із суддів був Джефф Лізіксін з Warner Bros. Хлопцям посміхнулася удача і у них вийшло передати диск з альбомом йому в руки.
У 1997, Disciple підписують контракт з Warner Resound Records і 27 жовтня випускають на ньому свій EP «My Daddy Can Whip Your Daddy», який продюсує Джефф Лізіксін і Тревіс Варик. Група починає грати постійні концерти і вже в грудні 1997 трек "Fill My Shoes" стає синглом номер 1 в Jamsline Rock Chart.
У 1998, Disciple підписують контракт з Rugged Records, на якому в 1999 випускають свій альбом «This Might Sting a Little». Альбом номінується на дві премії GMA Dove Award, а трек "I Just Know" стає головним хітом на християнському радіо.

### Прихід популярності і розквіт (2000-2013)
6 лютого 2001 група випускає свій третій альбом «By God». Альбом здобув премію Inspirational Life Award, дві номінації на Dove Awards, а треки "By God" і "God Of Elijah" стають справжніми християнськими рок-хітами.
25 лютого 2003 року група випускає свій альбом «Back Again» на Slain Records, треки "Back Again" та "Wait" відразу ж стають головними християнськими хітами. У жовтні до групи приєднується Джой Файв.
Disciple підписують контракт з INO Records і випускають на ньому одноімений альбом «Disciple» 7 червня 2004 року. Три треку з якого одразу ж стають християнськими хітами №1: "The Wait Is Over", "Into Black", "Rise Up". Також, альбом отримує дві номінації на Dove Awards, а наприкінці 2005 трек "The Wait Is Over" оголошують лідером замовлень на християнському радіо.
«Scars Remain» виходить 7-го листопада 2006. Трек "After The World" стає новим лідером замовлень на християнському радіо. Альбом стає головним християнським альбомом року і номінується на дві премії Dove Awards та виграє в номінації «Альбом року».
8 січня 2008 Кевін Янг оголошує, що Бред Ной і Джой Файв йдуть з групи. На зміну до колективу приєднуються Ендрю Уелч (гітара) та Ізраель Бичі (бас). З таким складом група в березні 2008, вирушає в Cross The Line Tour з групою Superchick. У квітні 2008, другим гітаристом групи стає Міка Сен. Так само, в 2008 починає роботу фан клуб групи під назвою Disciple: Alliance.
«Southern Hospitality» виходить 21 жовтня, 2008. Альбом номінується на Dove Awards в номінації «Альбом року». Трек "Romance Me" стає християнським рок-хітом, а пісня "In the Middle of It Now" стає однією з головних тем WWE.
28 квітня 2010 Disciple анонсують новий альбом «Horseshoes and Hand Grenades», вихід якого намічений на 14 вересня. Група записує сингл "Dear X" з Говардом Бенсоном, але решту альбому продюсує Роб Хоукінс. Гурт бере участь в Welcome to the Masquerade Tour спільно з Thousand Foot Krutch, а трохи пізніше в Nothing & Everything Tour з групою Red. Протягом наступних років група грає: в турі з Ivoryline, Emery, стає хедлайнером туру Born Again Experience, який проходить спільно з Kutless і Newsboys, так само, виступає в ролі хедлайнера в турі Rules of Engagement спільно з Project 86 і Write This Down. У 2011 Disciple приєднується до Skillet в їх турі Awake & Alive.
У вересні групу покидає Ендрю Уелч. «O God Save Us All» виходить 13 листопада 2012 на Fair Trade Services (один з підрозділів INO Records). Продюсує альбом Джейсон Раунч з Red. Міка Сен і Ізраель Бичі залишають групу в грудні 2012, на заміну їм приходить Джейсон Уілкес з High Flight Society, і Йосип Принс з Philmont. У 2013 до групи приєднується Ендрю Стентон з I Am Empire.

### Незалежність (2014-сьогодення)
На початку 2014 року, Disciple запускають компанію на Kickstarter зі збору коштів на новий альбом. Проєкт збирає $ 115,852 з $ 45,000. Група повертається до продюсера Тревіса Виріка, який продюсував їх перші сім альбомів. Платівка отримує назву «Attack» і виходить 23 вересня. Це перший альбом групи записаний в новому складі, який називається Disciple 3.0. Разом з Nine Lashes і Seventh Day Slumber група вирушає в тур "City RockFest".
31 березня 2015 року, Вілкес оголошує, що покидає групу і його останній виступ у складі Disciple відбудеться 11 квітня.
21 липня 2016, Disciple анонсують вихід безкоштовного live EP, який отримує назву «Live In Denmark».
3 серпня 2016, Disciple запускають другу компанію на Kickstarter зі збору коштів на альбом «Long Live The Rebels». Компанія закінчується 12 вересня, її підтримує 2,012 осіб загальною сумою $ 127,675. Альбом виходить 14 жовтня.

## Дискографія

### Студійні альбоми
- What Was I Thinking (1995)
- My Daddy Can Whip Your Daddy (1997)
- This Might Sting a Little (1999)
- By God (2001)
- Back Again (2003)
- Disciple (2004)
- Scars Remain (2006)
- Southern Hospitality (2008)
- Horseshoes & Handgrenades (2010)
- O God Save Us All (2012)
- Attack (2014)
- Long Live The Rebels (2016)